# Malandry
Malandry est une commune française située dans le département des Ardennes, en région Grand Est.

## Géographie
| Moulins-Saint-Hubert Meuse     | Vaux-lès-Mouzon, Sailly | Villy                  |
| Autréville-Saint-Lambert Meuse | Malandry                | La Ferté-sur-Chiers    |
| Inor Meuse                     |                         | Olizy-sur-Chiers Meuse |

Village-rue, à l'origine de type lorrain, situé dans un vallon traversé par le ruisseau de Prêle qui vient des Sept-Fontaines. Le territoire communal comprend une vaste forêt, limitrophe du département de la Meuse.

### Hydrographie
La commune est dans le bassin versant de la Meuse au sein du bassin Rhin-Meuse. Elle est drainée par le ruisseau de Prele et le ruisseau du Cran,.

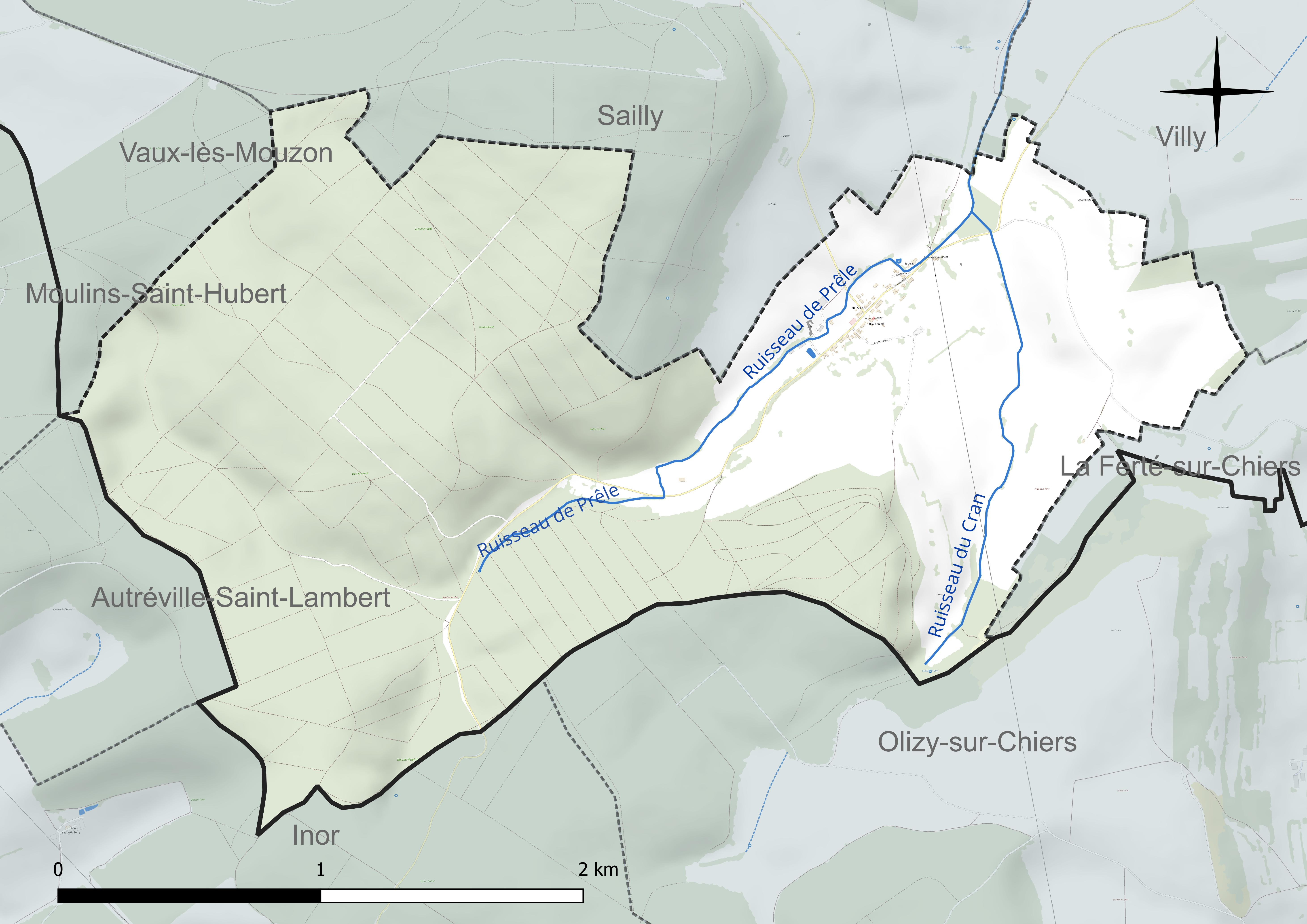
Réseau hydrographique de Malandry.

### Climat
Pour des articles plus généraux, voir Climat du Grand Est et Climat des Ardennes.
En 2010, le climat de la commune est de type climat de montagne, selon une étude du Centre national de la recherche scientifique s'appuyant sur une série de données couvrant la période 1971-2000. En 2020, Météo-France publie une typologie des climats de la France métropolitaine dans laquelle la commune est exposée à un climat océanique altéré et est dans la région climatique Lorraine, plateau de Langres, Morvan, caractérisée par un hiver rude (1,5 °C), des vents modérés et des brouillards fréquents en automne et hiver.
Pour la période 1971-2000, la température annuelle moyenne est de 9,7 °C, avec une amplitude thermique annuelle de 16,3 °C. Le cumul annuel moyen de précipitations est de 999 mm, avec 13,9 jours de précipitations en janvier et 9,7 jours en juillet. Pour la période 1991-2020, la température moyenne annuelle observée sur la station météorologique de Météo-France la plus proche, « Linay », sur la commune de Linay à 4 km à vol d'oiseau, est de 10,4 °C et le cumul annuel moyen de précipitations est de 969,0 mm. 
La température maximale relevée sur cette station est de 42 °C, atteinte le 25 juillet 2019 ; la température minimale est de −24 °C, atteinte le 9 janvier 1985,,.
Les paramètres climatiques de la commune ont été estimés pour le milieu du siècle (2041-2070) selon différents scénarios d'émission de gaz à effet de serre à partir des nouvelles projections climatiques de référence DRIAS-2020. Ils sont consultables sur un site dédié publié par Météo-France en novembre 2022.

## Urbanisme

### Typologie
Au 1er janvier 2024, Malandry est catégorisée commune rurale à habitat dispersé, selon la nouvelle grille communale de densité à 7 niveaux définie par l'Insee en 2022.
Elle est située hors unité urbaine. Par ailleurs la commune fait partie de l'aire d'attraction de Carignan, dont elle est une commune de la couronne,. Cette aire, qui regroupe 12 communes, est catégorisée dans les aires de moins de 50 000 habitants,.

### Occupation des sols
L'occupation des sols de la commune, telle qu'elle ressort de la base de données européenne d’occupation biophysique des sols Corine Land Cover (CLC), est marquée par l'importance des forêts et milieux semi-naturels (67,9 % en 2018), une proportion sensiblement équivalente à celle de 1990 (68,4 %). La répartition détaillée en 2018 est la suivante : 
forêts (67,9 %), terres arables (15,6 %), prairies (13,8 %), zones agricoles hétérogènes (2,6 %). L'évolution de l’occupation des sols de la commune et de ses infrastructures peut être observée sur les différentes représentations cartographiques du territoire : la carte de Cassini (XVIIIe siècle), la carte d'état-major (1820-1866) et les cartes ou photos aériennes de l'IGN pour la période actuelle (1950 à aujourd'hui).

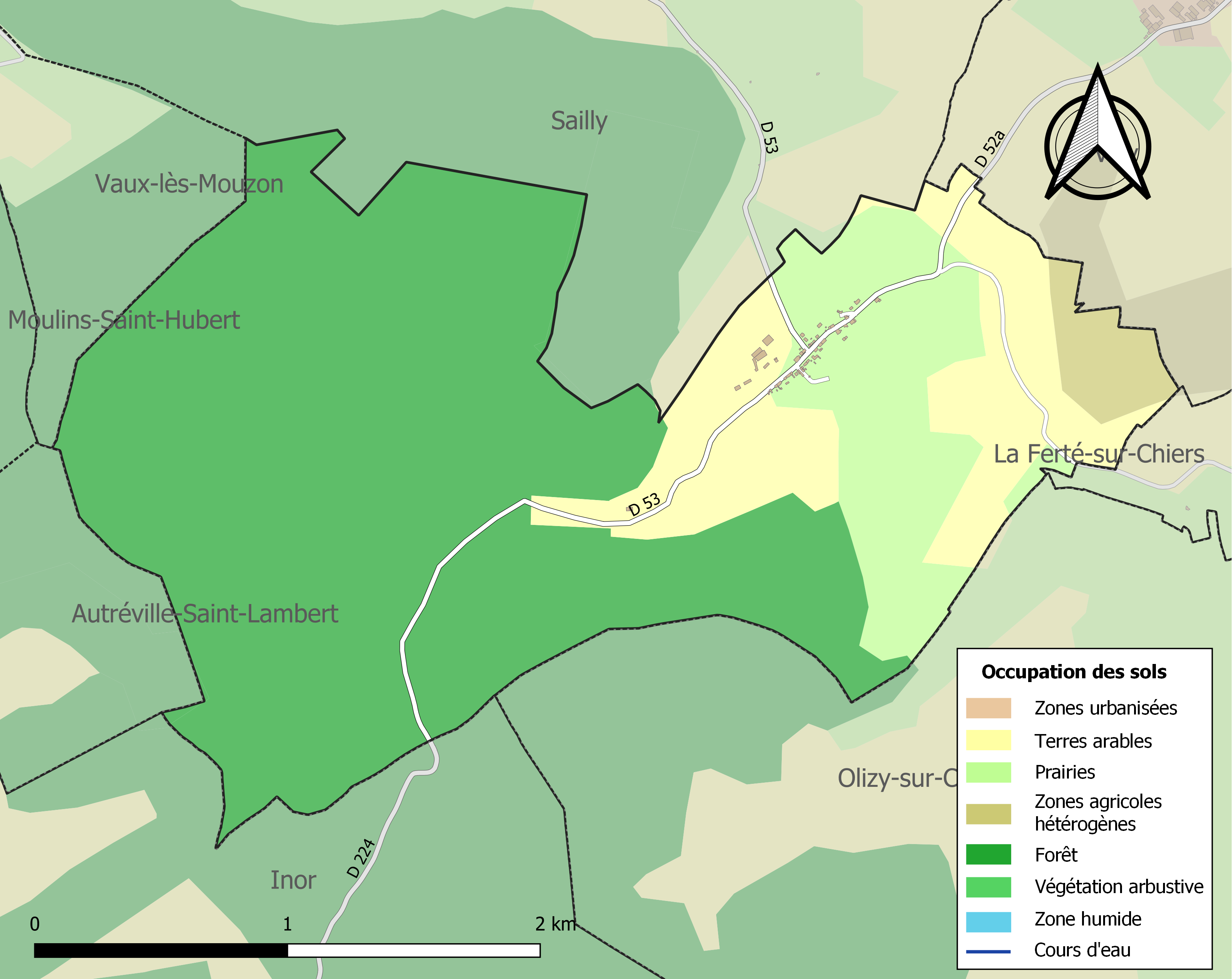
Carte des infrastructures et de l'occupation des sols de la commune en 2018 (CLC).

## Histoire
Malandry, qui est devenue française en 1659, a fait partie de la prévôté d'Yvois puis du duché de Carignan.
Village cité pour la première fois en 1134 lorsque l'abbaye d'Orval y acquiert une terre. Dudon, seigneur du lieu, entre en contestation avec le monastère. En 1275, Malandry est affranchie à la loi de Beaumont par son seigneur, vassal du comte de Chiny. À la même époque, il est question du château de Malandry. Celui-ci est attaqué par le gouverneur de Mouzon en 1551. À la veille de la Révolution, Malandry appartient à la famille de Custine.
En mai 1940, la plus grande partie du village est détruite au cours des combats engagés pour l'attaque de l'ouvrage de La Ferté. D'autres combats très meurtriers se déroulent dans les bois entre Malandry et le village meusien d'Inor.

## Les seigneurs de Malandry
Ils ont joué un grand rôle dans l'histoire de la région. Richard de Malandry est mentionné dans la première moitié du XIIe siècle. À la suite du mariage de Jeanne de Malandry avec un baron de Chauffour, la seigneurie passe à la famille barroise des Chauffour.
Au XVe siècle, Philippine de Chauffour épouse Pierre, chevalier seigneur d'Allamont. Les Allamont dont la devise était patiens esto, rien sans peine avaient pour armoiries : De gueules au croissant montant d'azur, au chef de même chargé d'un lambel à trois pendants d'azur.
Les Allamont ont fourni une prestigieuse lignée de gouverneurs de la citadelle de Montmédy. Le dernier du nom, mort sans postérité, est Jean V d'Allamont tué au moment du siège de Montmédy en 1657 alors qu'il défendait la place, alors espagnole, contre les Français.
Par la suite, les Mérode sont seigneurs de Malandry pour moitié. Au XVIIIe siècle, Malandry appartenait aussi aux Custine et Marie-Thérèse de Custine a assisté en 1789 à Sedan à la réunion préparatoire aux États-généraux.

## Les anciennes industries
Des carrières ont été exploitées dans le bois de Malandry. Autrefois, il existait une briqueterie-tuilerie, un moulin et une scierie. Dans un pré, en direction d'Inor, restes d'un bâtiment qui est le dernier vestige d'une foulerie.

## Politique et administration
| Période                                  | Période                   | Identité                                      | Étiquette | Qualité                |
| ---------------------------------------- | ------------------------- | --------------------------------------------- | --------- | ---------------------- |
| mars 2001                                | mars 2014                 | Eric Pieton                                   |           |                        |
| mars 2014                                | En cours (au 23 mai 2020) | Annick Dufils Réélue pour le mandat 2020-2026 |           | Professeur des écoles. |
| Les données manquantes sont à compléter. |                           |                                               |           |                        |

## Démographie
L'évolution du nombre d'habitants est connue à travers les recensements de la population effectués dans la commune depuis 1793. Pour les communes de moins de 10 000 habitants, une enquête de recensement portant sur toute la population est réalisée tous les cinq ans, les populations de référence des années intermédiaires étant quant à elles estimées par interpolation ou extrapolation. Pour la commune, le premier recensement exhaustif entrant dans le cadre du nouveau dispositif a été réalisé en 2008.

En 2022, la commune comptait 79 habitants, en évolution de −7,06 % par rapport à 2016 (Ardennes : −2,97 %, France hors Mayotte : +2,11 %).
| 1793 | 1800 | 1806 | 1821 | 1831 | 1836 | 1841 | 1846 | 1851 |
| ---- | ---- | ---- | ---- | ---- | ---- | ---- | ---- | ---- |
| 203  | 218  | 249  | 245  | 310  | 343  | 370  | 378  | 347  |

| 1866 | 1872 | 1876 | 1881 | 1886 | 1891 | 1896 | 1901 | 1906 |
| ---- | ---- | ---- | ---- | ---- | ---- | ---- | ---- | ---- |
| 341  | 300  | 285  | 267  | 237  | 222  | 195  | 191  | 185  |

| 1911 | 1921 | 1926 | 1931 | 1936 | 1946 | 1954 | 1962 | 1968 |
| ---- | ---- | ---- | ---- | ---- | ---- | ---- | ---- | ---- |
| 150  | 114  | 104  | 110  | 114  | 52   | 94   | 106  | 96   |

| 1975 | 1982 | 1990 | 1999 | 2006 | 2008 | 2013 | 2018 | 2022 |
| ---- | ---- | ---- | ---- | ---- | ---- | ---- | ---- | ---- |
| 87   | 83   | 62   | 60   | 64   | 65   | 84   | 79   | 79   |

## Héraldique
| Armes de Malandry | Les armes de Malandry se blasonnent ainsi : Parti : au 1er de gueules au croissant d'or, au 2e d'or à la bande de sable côtoyée de deux cotices du même, le tout sommé d'argent chargé d'un lambel d’azur. |

## Lieux et monuments
- Malandry n'a conservé qu'une puissante tour de l'ancien château seigneurial occupé présentement par une ferme. Cette tour possède une grande pièce sous croisée d'ogives avec une haute cheminée.
- L'église Saint-Macaire, endommagée en 1940,  a été construite en style néo-gothique mais elle conserve une grande partie du mobilier de l'édifice antérieur, en particulier un beau maître-autel en bois sculpté et plusieurs statues anciennes ainsi que la pierre tombale d'Anne-Scholastique de Custine décédée en 1736.
- Selon la tradition, les sorciers tenaient leur sabbat au carrefour de Neudant, en plein bois, entre Inor et Malandry[20].

## Personnalités liées à la commune
- Jean V d'Allamont, seigneur de Malandry, gouverneur de Montmédy (1626-1657), tué sur la brèche au siège de Montmédy.